# Wieża Radziejowskiego we Fromborku
Wieża Radziejowskiego we Fromborku – wieża w ramach Zespołu Katedralnego we Fromborku.

## Historia
Przed rokiem 1448 powstała oktagonalna wieża artyleryjska magna turris. Był to kluczowy punkt obronny najbardziej zagrożonego, płaskiego przedpola i głównego dojazdu do warowni. W 1448 roku, za rządów biskupa Franciszka Kuschmalza (1424-1457), wybudowano na niej dzwonnicę i zwieszono duży dzwon. Ta konstrukcja popadła w ruinę i w latach 1683–1685 została zastąpiona dzwonnicą w obecnym kształcie. W roku 1945 w czasie działań wojennych wieża została zniszczona. Jej odbudowa w latach 1968–1972 jest uznawana za jedną z lepszych powojennych realizacji konserwatorskich w Polsce.

## Zwiedzanie
Wieża Radziejowskiego jest udostępniana do zwiedzania. Z tarasu widokowego roztacza się widok na Frombork i okolicę z Zalewem Wiślanym. We wnętrzu wieży zawieszone jest wahadło Foucaulta, a surowe mury stanowią tło do wystaw sztuki. W przyziemiu znajduje się planetarium.
Zwiedzaniem wieży zarządza Muzeum Pomnika Historii Frombork Zespół Katedralny, natomiast planetarium jest częścią Muzeum Mikołaja Kopernika we Fromborku.

## Galeria

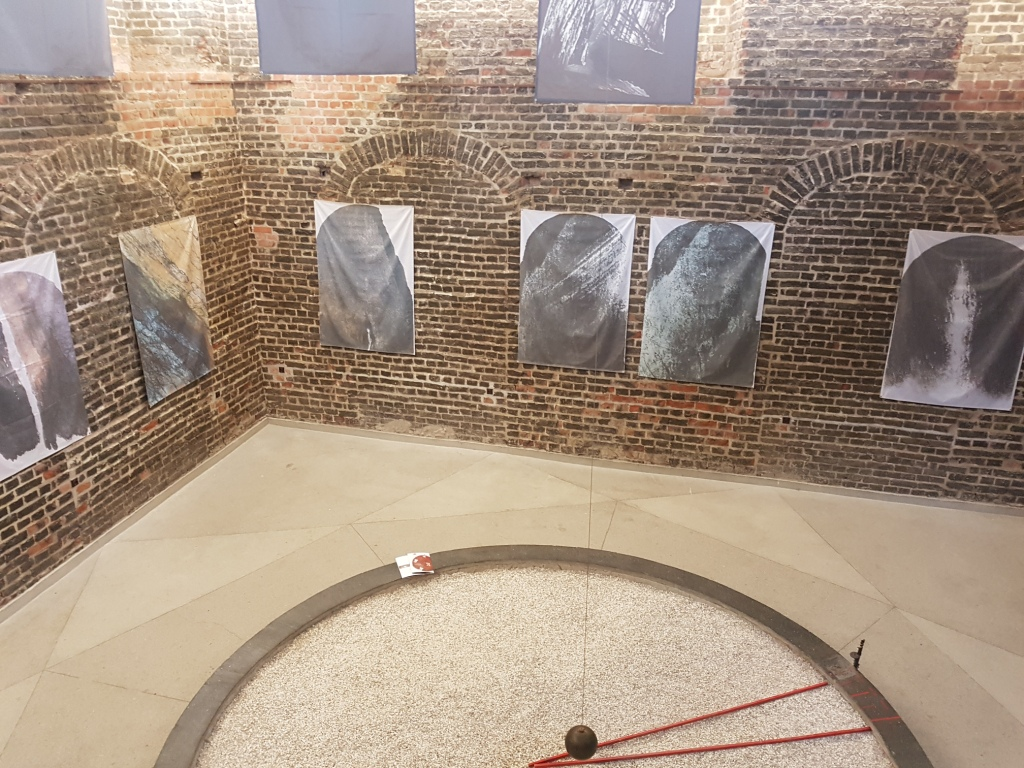
Wystawa Małgorzaty Chomicz i wahadło Foucaulta
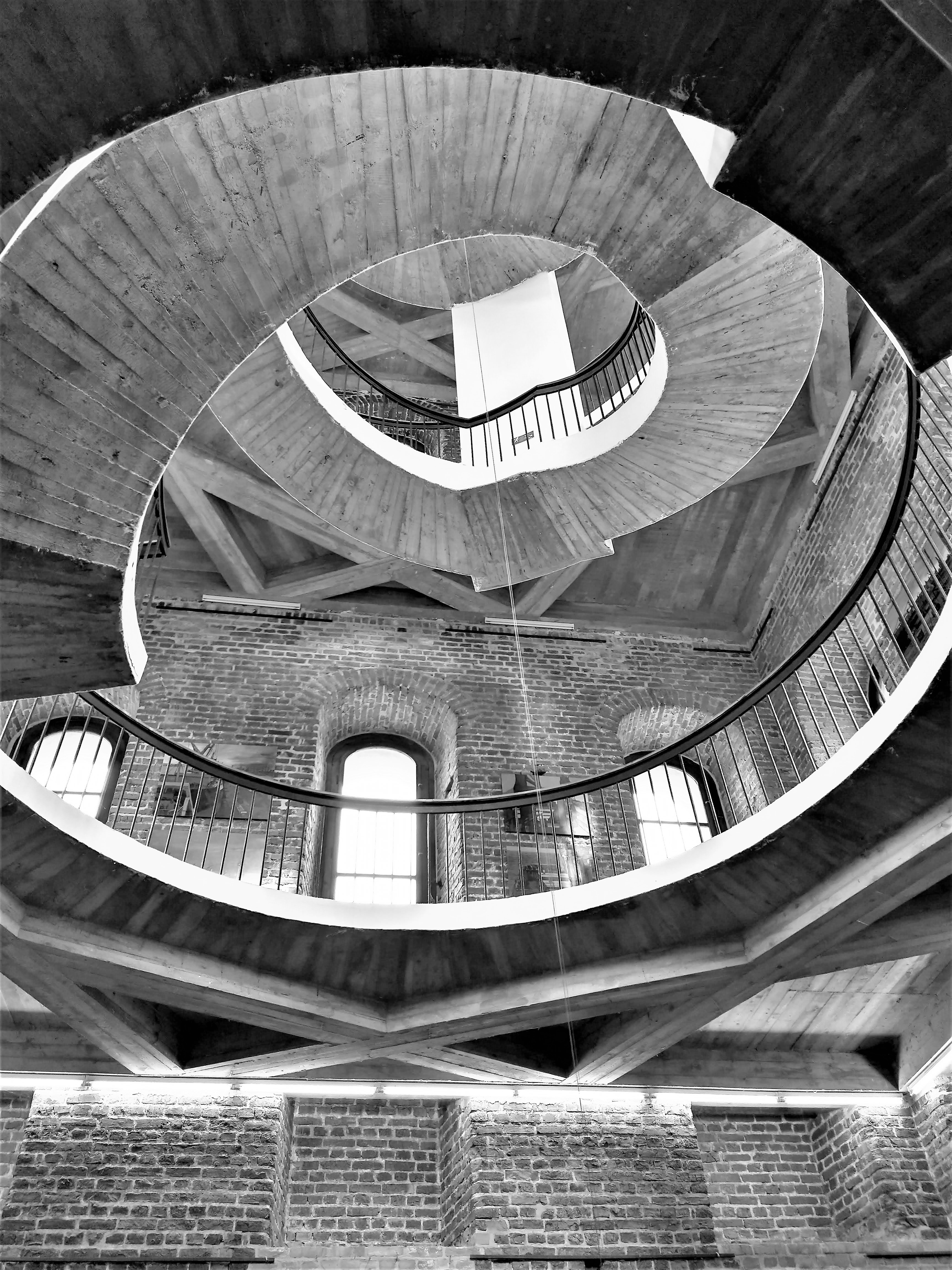
Wnętrze wieży
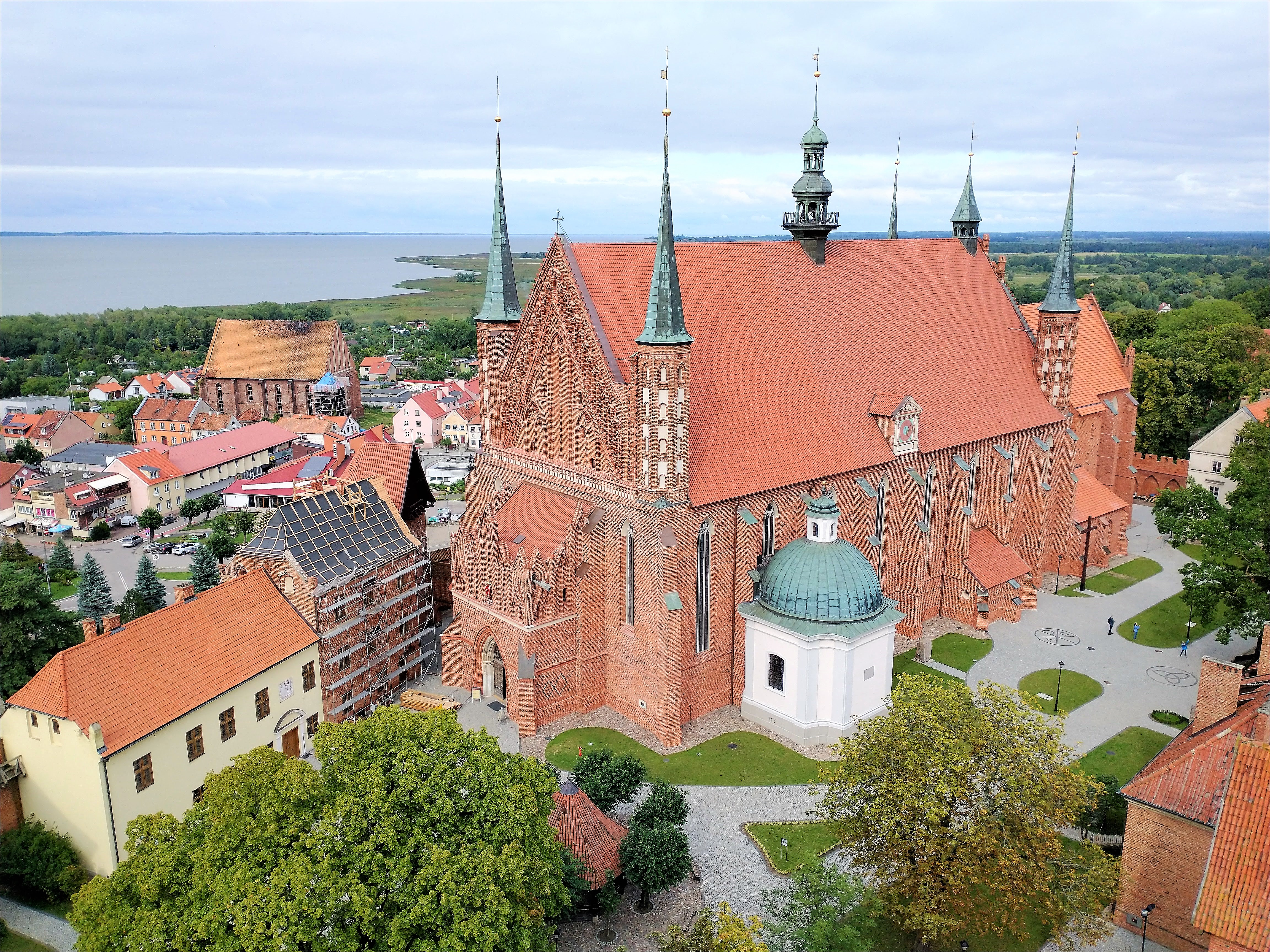
Widok na katedrę i Zalew Wiślany
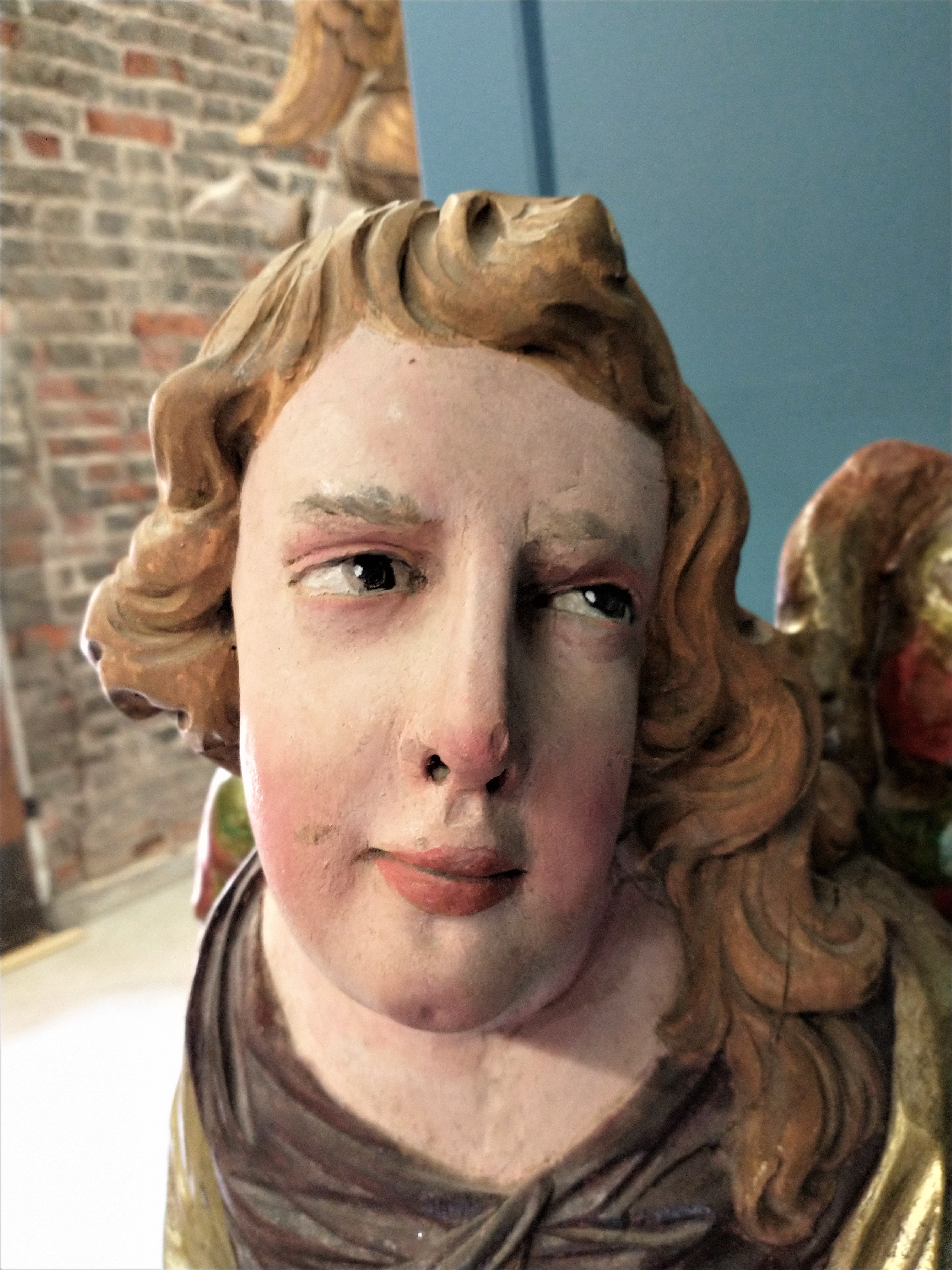
Eksponat na wystawie we wnętrzu wieży
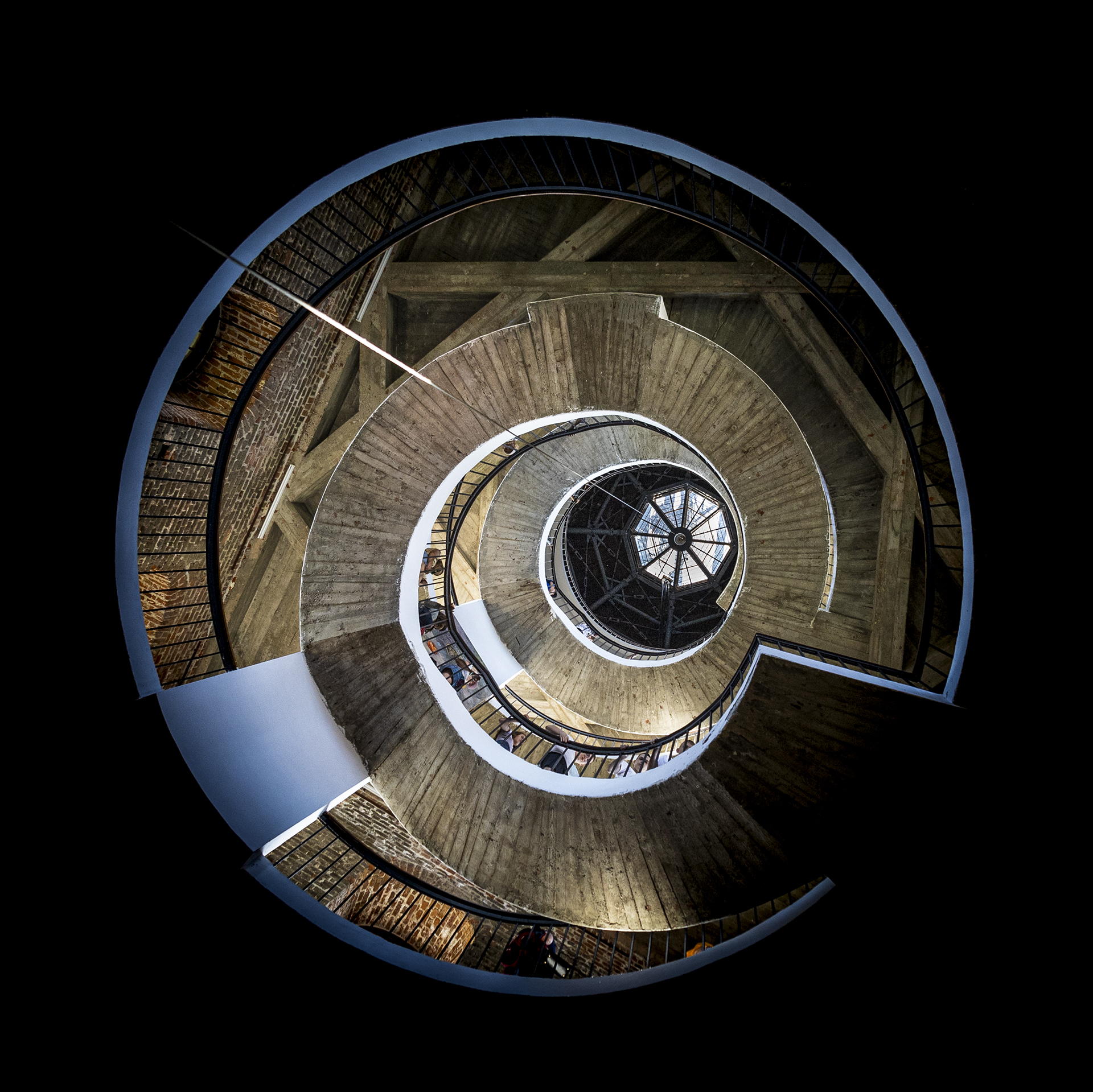
Wnętrze wieży – zdjęcie wykonane przez Piotra Łotockiego nagrodzone w konkursie Wiki Lubi Zabytki 2023